# 金閼智

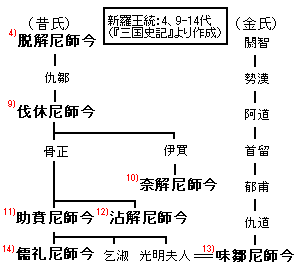
三国史记中的新罗国世系

金阏智被当今韩国庆州金氏推崇为人文始祖，统一新罗时代的武烈王金春秋的后代都来源于金阏智。

## 出身传说

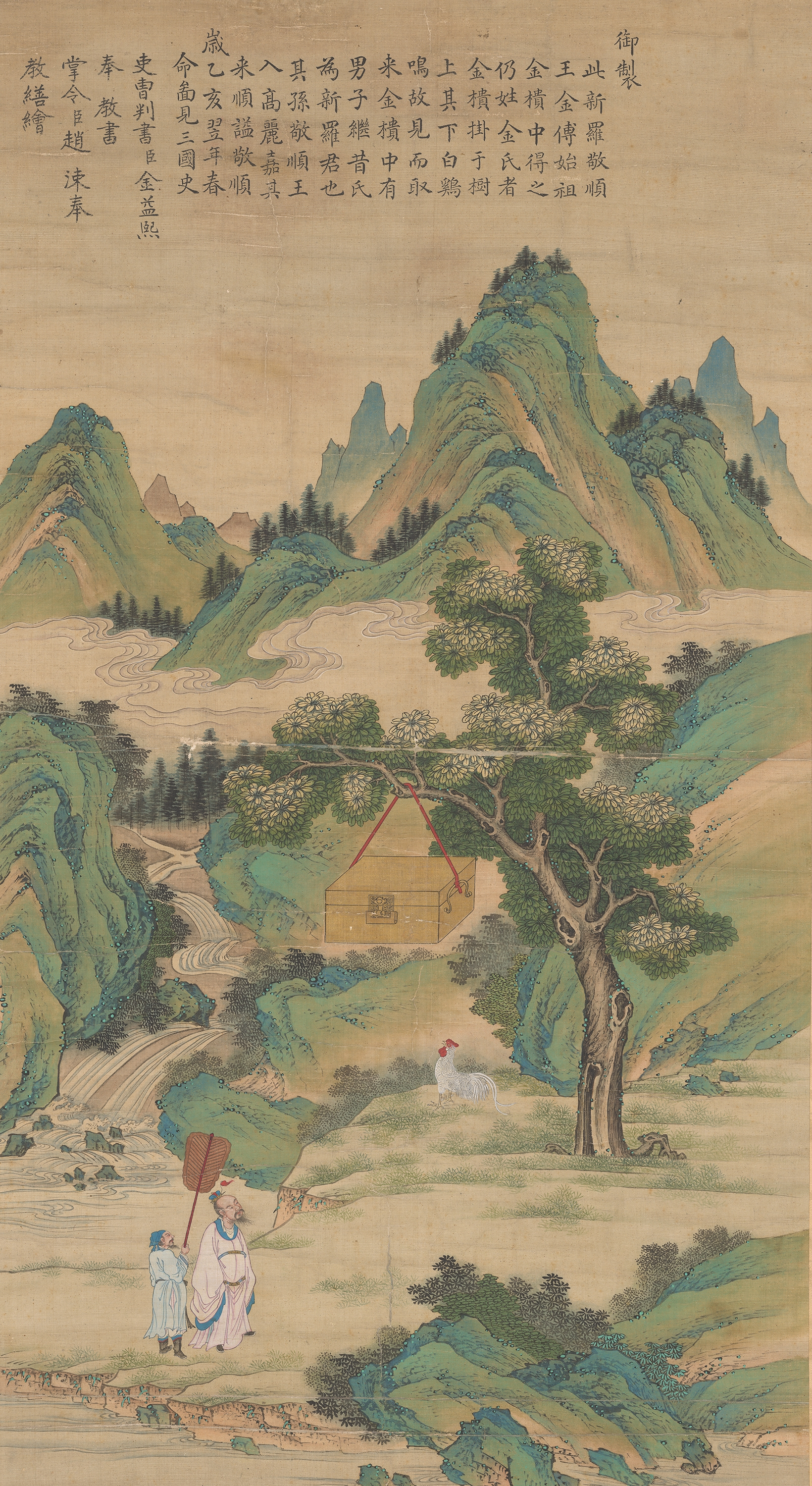
金櫃圖

根据《三国史记》和《三國遺事》记载，65年脱解尼师今听到庆州西部的树林传出公鸡的鸣叫。于是派宰相瓠公前去看个究竟。瓠公在林中发现一个挂在树上的金盒子。还有一只公鸡在金盒子下不停地鸣叫。
脱解尼师今令人将金盒子取下。打开盒子后，竟然发现盒子中有一个小孩。脱解尼师今于是将这个小孩收养。由于小孩来自金盒子，故而被脱解尼师今定为金姓。发现金盒子的树林因此也被改名为鸡林（公鸡鸣叫的树林）。三国史记记载：“改始林名鸡林 因以为国号”。
金閼智的后裔都为新罗高官。262年，沾解尼師今死后无子，新罗国人推金閼智后裔味鄒尼師今以助賁尼師今之女婿身份继位。味鄒尼師今成为新罗金氏首任君主。

## 新罗金氏始祖传说
金閼智是统一新罗时代的金氏王統的始祖，从金閼智到金氏初代王味鄒尼師今的系譜：
《三国史記》新羅本紀・味鄒尼師今紀： 金閼智--勢漢--阿道--首留--郁甫--仇道--味鄒
《三国遺事》金閼智‧脱解王代条： 金閼智--勢漢--阿都--首留--郁部--倶道（仇刀）--未鄒
新羅第13代君主，第一位金氏新羅君主味鄒尼師今的系譜在《三国史記》与《三国遺事》中记载了为金閼智的第六世孙。